# Hexahectogone
Un hexahectogone[réf. nécessaire] est un polygone à 600 sommets, donc 600 côtés et 179 100 diagonales.
La somme des angles internes d'un 600-gone non croisé vaut 107 640 degrés.

## 600-gones réguliers
Un 600-gone régulier est un 600-gone dont les côtés ont même longueur et dont les angles internes ont même mesure. Il y en a 80 : 79 étoilés (notés {600/k} pour k impair de 3 à 299 sauf les multiples de 3 ou 5) et un convexe (noté {600}). C'est de ce dernier qu'il s'agit lorsqu'on dit « le 600-gone régulier ».

## Caractéristiques du 600-gone régulier
Chacun des 600 angles au centre mesure {\displaystyle {\frac {360^{\circ }}{600}}=0{,}6^{\circ }} et chaque angle interne mesure {\displaystyle {\frac {107\,640^{\circ }}{600}}=179{,}4^{\circ }}.
Si a est la longueur d'une arête :
- le périmètre vaut {\displaystyle P=600\,a} ;
- l'aire vaut {\displaystyle A=150\,a^{2}\cot \left({\frac {\pi }{600}}\right)} ;
- l'apothème vaut {\displaystyle H={\frac {2\,A}{P}}={\frac {a}{2}}\cot \left({\frac {\pi }{600}}\right)} ;
- le rayon vaut {\displaystyle R={\frac {H}{\cos \left({\tfrac {\pi }{600}}\right)}}={\frac {a}{2\sin \left({\tfrac {\pi }{600}}\right)}}}.